# Alles, was ihr tut

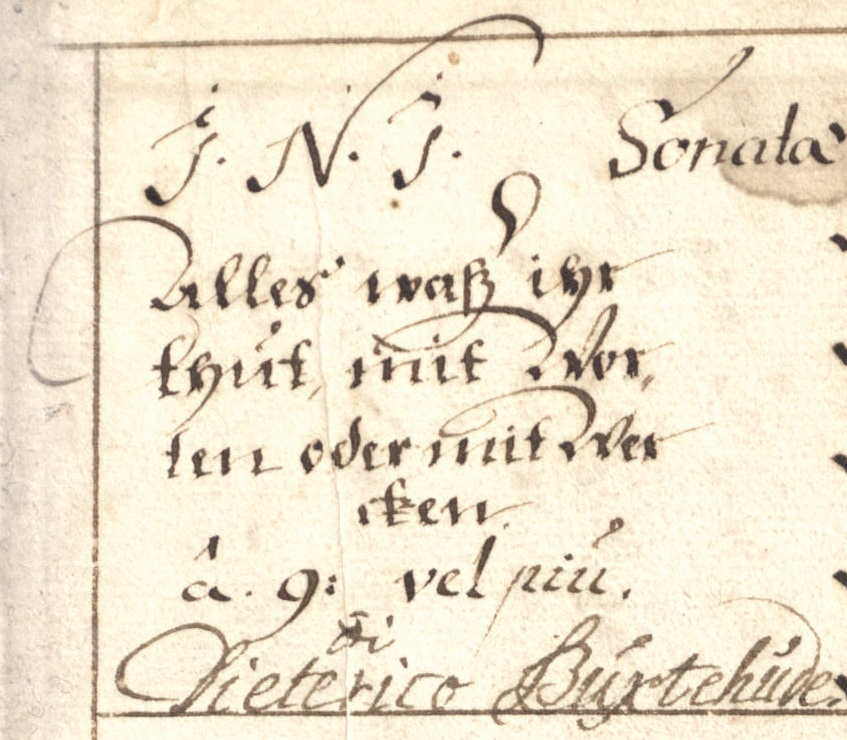
I.N.I. Sonata. Alles, waß ihr thut mit Worten oder mit Wercken â 9: vel più di Dieterico Buxtehude. Teilautographer Titel aus der Lübecker Orgeltabulatur A 373 (Detail)

Alles, was ihr tut mit Worten oder Werken (BuxWV 4) ist ein geistliches Chorwerk von Dieterich Buxtehude.

## Geschichte
Entstehungszeit und Anlass der Komposition sind nicht bekannt. Die Vermutung Max Seifferts, das Werk sei im Rahmen der seit 1668 in Lübeck von Buxtehude praktizierten Abendmusiken aufgeführt worden, wird heute kaum noch vertreten. Wenn das Werk in einem Gottesdienst erklang, wäre es dem Lesungstext nach dem 5. Sonntag nach Epiphanias zuzuordnen. Dieser Sonntag existierte nach der seinerzeit gültigen Perikopenordnung nur in Jahren, in denen der Ostersonntag auf ein Datum nach dem 14. April fiel, was zu Buxtehudes Wirkungszeit nur in den Jahren 1658, 1661, 1666, 1669, 1672, 1677, 1680, 1683, 1685, 1688, 1691, 1696, 1699, 1702 und 1707 eintrat.

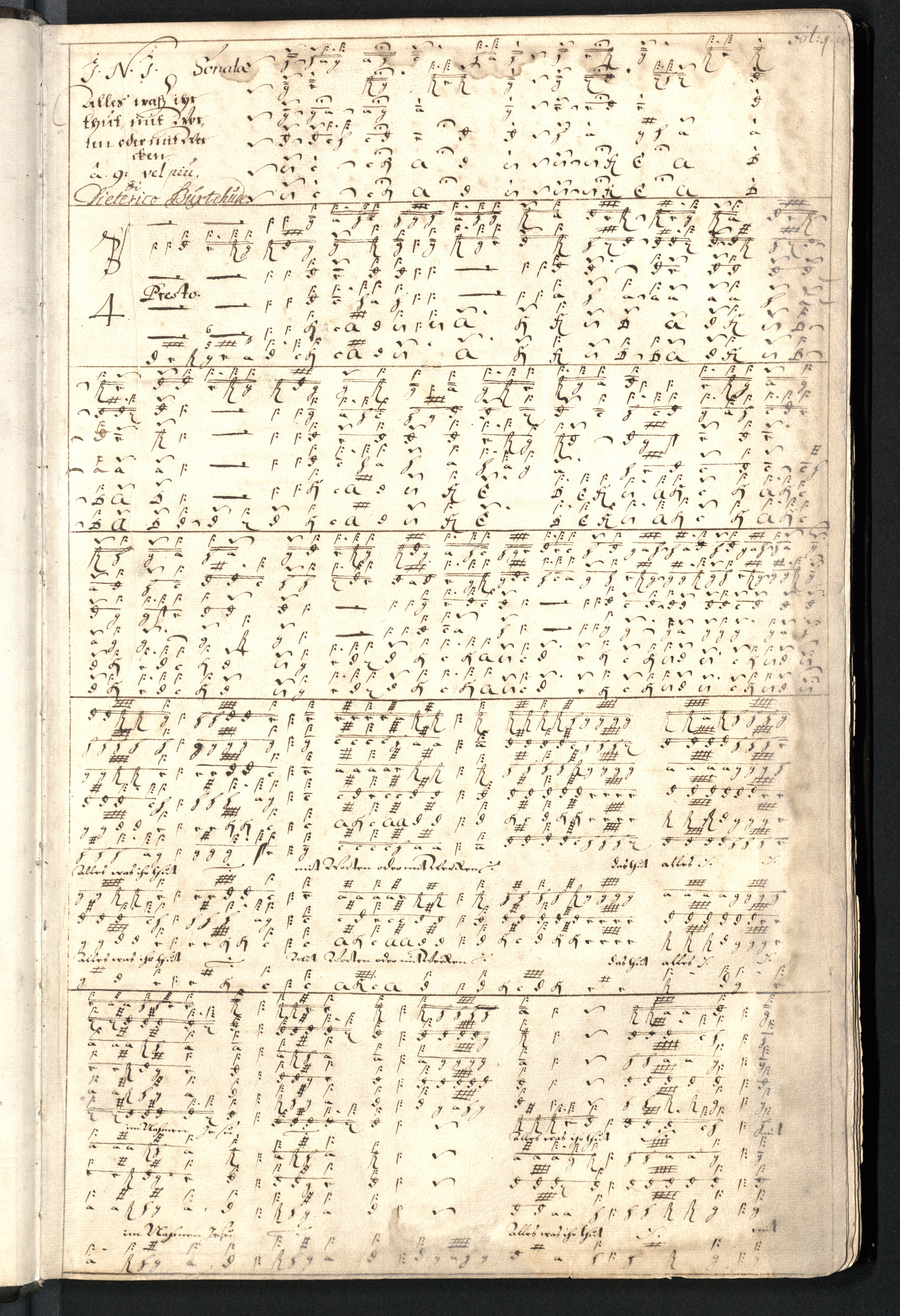
Erste Seite aus der Lübecker Orgeltabulatur A 373

Kerala J. Snyder wies darauf hin, dass der Text des Werks (ebenso wie bei der Kantate Schwinget euch himmelan BuxWV 96) klar an die Bürgerschaft Lübecks gerichtet ist und in Teilen als Segen für den bürgerlichen Handel verstanden werden kann. Es dürfte auch musikalisch dem Geschmack der Lübecker Bürger entsprochen haben. Vermutlich handelte es sich um das populärste Vokalwerk Buxtehudes zu seinen Lebzeiten, da es durch drei voneinander unabhängige Handschriften überliefert ist: in der Lübecker Orgeltabulatur A 373, in der Dübensammlung in Uppsala und in der Österreich-Bokemeyer-Sammlung. Aufgrund der Datierungen der weiteren Werke in den Handschriften vermutet Snyder, dass die Abschrift des Werkes spätestens in den 1680er Jahren erfolgte.

## Musikalische Form

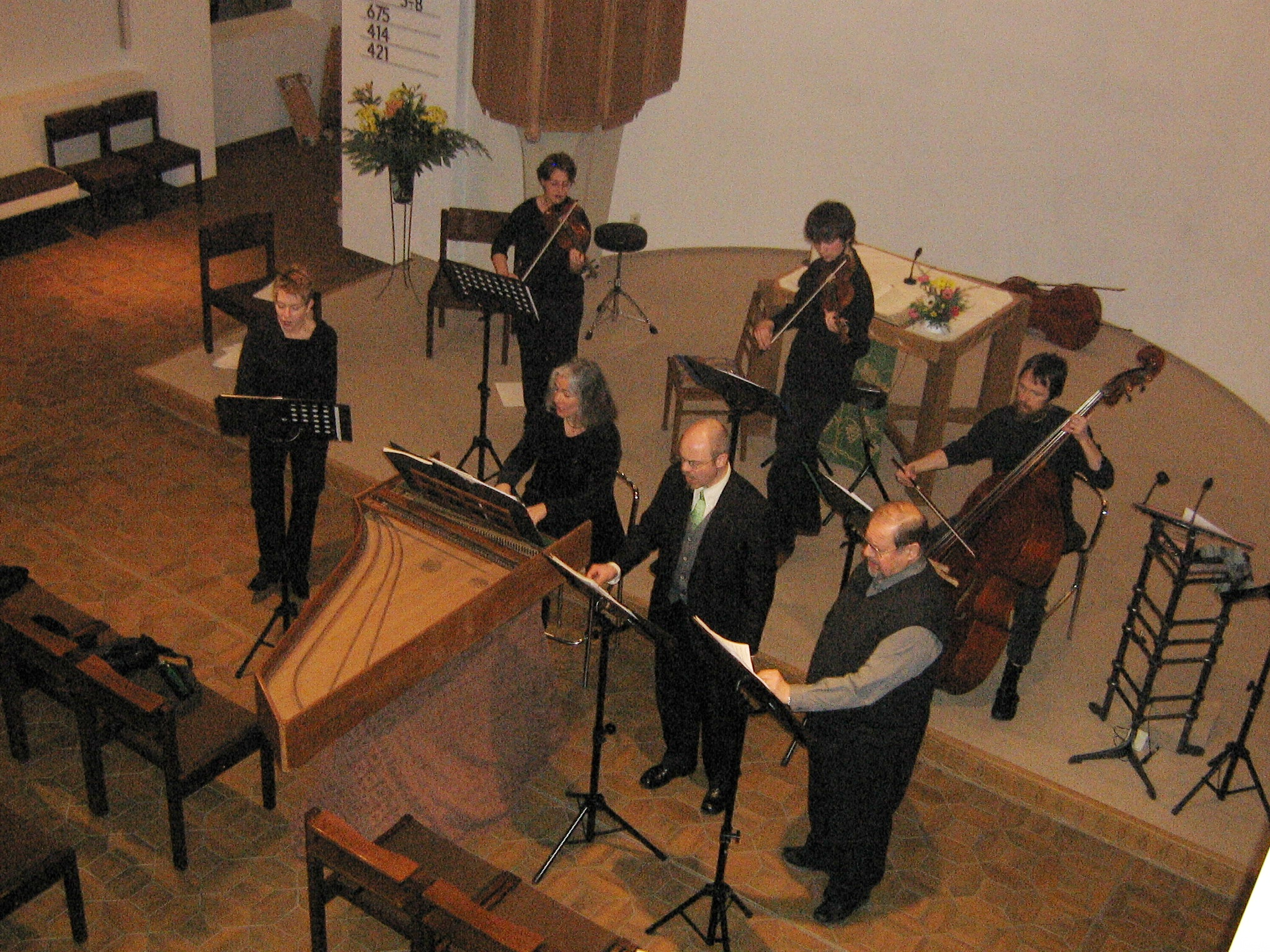
Aufführung von Alles, was ihr tut in typischer Besetzung (Kreuznacher-Diakonie-Kantorei)

Das Werk wird in modernen Notenausgaben als „Kantate“ bezeichnet, was eine retrospektive Gattungsbezeichnung darstellt, da es im 17. Jahrhundert noch keinen Kantatenbegriff in der deutschen evangelischen Kirchenmusik gab. Diese Bezeichnung setzte sich erst ab dem frühen 18. Jahrhundert mit dem von Erdmann Neumeister im Zusammenwirken mit Georg Philipp Telemann entwickelten, opernhaften Kantatentyp durch. Auch Johann Sebastian Bach verwendete den Begriff „Kantate“ erst, nachdem er mit dem Neumeister-Typ in Berührung gekommen war, während frühere heute als Bachkantaten gezählte Werke gar nicht oder schlicht als „Kirchenstück“ überschrieben sind. Der von Philipp Spitta postulierte „ältere Kantatentyp“ ist eine musikhistorische Fiktion, und bestenfalls als Sammelbegriff für verschiedene Formen von Kirchenmusik zu verstehen.
In den handschriftlichen Quellen ist das Werk entweder gar nicht mit einer Gattungsbezeichnung überschrieben oder – wie im Barock nicht unüblich – mit der Bezeichnung des Kopfsatzes als „Sonata“. Die musikhistorische Forschung ordnet das Werk entweder als Spruchkantate mit Aria- und Choral-Einschüben und Arioso ein, oder als „ältere gemischte Kantate“.
Das Werk ist für neun Stimmen gesetzt: vier Gesangsstimmen (SATB), vier obligate Instrumentalstimmen (in einigen Quellen mit 2 Violinen und 2 Violen bezeichnet) und Basso continuo. Die solistische Besetzung der Stimmen dürfte zeitgenössisch der Regelfall gewesen sein, doch lässt Buxtehudes handschriftlicher Titelzusatz più („mehr“) auch eine mehrfache Besetzung der Stimmen zu. Die Instrumentalstimmen sind in manchen Quellen keinen konkreten Instrumenten zugewiesen. In einer neueren Einspielung des Werks durch die Capella de la Torre wurden die Stimmen mit Blasinstrumenten besetzt, was die Musiker mit der variablen Aufführungspraxis der Barockzeit und der Verwurzelung Buxtehudes in der Stadtpfeifer-Tradition begründen.
Aufbau
1. Sonata adagio – allegro (instrumental)
2. Concerto: „Alles, was ihr tut“ (SATB)
3. Sonata (instrumental; Reprise von Nr. 1)
4. Aria: „Dir, dir Höchster, dir alleine“ (SATB)
5. Arioso: „Habe deine Lust am Herrn“ (Bass solo)
6. Choral: „Gott will ich lassen raten“ (Cantus [Sopran] solo + SATB)
7. Sonata adagio – allegro (instrumental)
8. Concerto: „Alles, was ihr tut“ (SATB; verkürzte Reprise von Nr. 2)

Die Aufführungsdauer beträgt ca. 12–15 Minuten.
Nach einer einleitenden instrumentalen Sonata setzt das Werk vokal mit einem vierstimmigen Concerto ein, das einen Bibelvers aus dem Kolosserbrief zunächst in reiner Homophonie verkündet, bevor es sich im zweiten Teil der Concertato-Satzweise zuwendet. – Es folgt eine ebenfalls vierstimmige Aria. Der Verfasser des anspruchslosen, an Gelegenheitsdichtung erinnernden Textes konnte bislang nicht ermittelt werden. Die Möglichkeit, dass Buxtehude selber der Verfasser dieses Textes war, erscheint naheliegend. – Das folgende Arioso auf einen Vers aus Psalm 37 ist in der Art der Vox Christi für Bass solo gesetzt. – Der folgende Choral hat die beiden letzten Strophen des Liedes Aus meines Herzens Grunde (EG 443) von Georg Niege zum Text, dessen erste Strophe vom Canto (Sopran) solo gesungen wird, die zweite von allen vier Gesangsstimmen. – Nach einer weiteren instrumentalen Sonata schließt das Werk mit einer verkürzten Wiederholung des Eingangschors.
Der musikalische Stil des Werks ist heiter und unbeschwert, „unkompliziert, direkt, fast volkstümlich“. Es dominiert der homophone Satz.

## Text
Concerto

Alles, was ihr tut mit Worten oder mit Werken,

das tut alles im Namen Jesu,

und danket Gott und dem Vater durch ihn.

          Kol 3,17 
Aria

Dir, dir Höchster, dir alleine,

alles, Alleshöchster, dir,

Sinnen, Kräfte und Begier

ich nur aufzuopfern meine,

Alles sei nach aller Pflicht

nur zu deinem Preis gericht.

Helft mir spielen, jauchzen, singen,

hebt die Herzen himmelan,

jubele, was jubeln kann,

lasst all’ Instrumenten klingen.

Alles sei nach aller Pflicht

nur zu deinem Preis gericht.

Vater, hilf uns Jesu willen,

lass das Loben löblich sein

und zum Himmel dringen ein,

unser Wünschen zu erfüllen,

dass dein Herz nach Vaterspflicht

sei zu unserm Heil gericht.

          (Textdichter nicht ermittelt)
Arioso

Habe deine Lust am Herrn,

der wird dir geben,

was dein Herz wünscht.

          Ps 37,4 
Choral

Gott will ich lassen raten,

denn er all’ Ding vermag,

er segne meine Taten,

mein Vornehmen und mein Sach’,

den ich’s ihm heimgestellt,

mein’ Leib, mein’ Seel, mein Leben,

und was er mir sonst geben:

er mach’s, wie’s ihm gefällt.

Darauf so sprech ich Amen,

und zweifle nicht daran,

Gott wird uns all’ zusammen

ihm wohlgefallen lan.

Drauf streck’ ich auf mein Hand,

greif an das Werk mit Freuden,

dazu mich Gott bescheiden

in mein’m Beruf und Stand.

          (Georg Niege)
Concerto

Alles, was ihr tut mit Worten oder mit Werken,

das tut alles im Namen Jesu,

und danket Gott und dem Vater durch ihn.

          Kol 3,17 

## Ausgaben
- Max Seiffert (Hrsg.): Dietrich Buxtehude. Abendmusiken und Kirchenkantaten. = Denkmäler Deutscher Tonkunst. Band 14. Breitkopf & Härtel, Leipzig 1903; online: Noten und Audiodateien im International Music Score Library Project.
- Eugen Klause (Hrsg.): Dietrich Buxtehude. Alles was ihr tut mit Worten oder mit Werken. Kantate für Sopran, Baß, vierstimmigen Chor, fünf Streichinstrumente und Generalbaß (Orgel). Bearbeitet von Eugen Klause (= Edition Merseburger. 911). Merseburger, Leipzig 1948; kb.dk (PDF; 3,42 MB).
- Günter Graulich, Paul Horn (Hrsg.): Dieterich Buxtehude. Alles, was ihr tut, mit Worten oder mit Werken BuxWV 4 (= Stuttgarter Buxtehude-Ausgaben. Carus 36.001). Hänssler, Stuttgart 1969; Neuauflage: Carus, Stuttgart 1992[19]